# Scuderia Ambrosiana
La Scuderia Ambrosiana è stata un'azienda operante nel campo delle competizioni automobilistiche. La scuderia partecipò a due Campionati di Formula 1, più precisamente nelle  stagioni 1950 e 1951 con la Maserati, e nella stagione 1954 con la Scuderia Ferrari.
In precedenza partecipò ai Gran Premi di automobilismo disputati prima dell'avvento della Formula 1. Si aggiudicò la Targa Florio nel 1951.

## Storia
La squadra fu fondata nel 1937 da Giovanni Lurani, Luigi Villoresi, Franco Cortese ed Eugenio Minetti, e fu chiamata così in onore al Santo patrono di Milano, Sant'Ambrogio. I colori delle vetture erano il nero e l'azzurro, colori sociali dell'Inter, squadra di calcio di Milano.
La Scuderia partecipò alla Targa Florio nel 1937, 1938 e 1939 e al Gran Premio di Germania del 1938.  Alla Coppa Acerbo 1939 schierò due Maserati 6CM affidate ad Arialdo Ruggeri e Gualtiero Garagnani, senza ottenere un risultato positivo. Nel 1947 partecipò a diverse gare affidando le proprie vetture a Gigi Villoresi e al futuro campione del mondo di Formula 1 Alberto Ascari. Nel 1948 oltre ai due piloti titolari guidarono per il team anche Tazio Nuvolari, Reg Parnell, Leslie Brooke e Clemar Bucci. Nel 1949 continuò l'impegno della squadra nei Gran Premi con Peter Whitehead, Fred Ashmore, Bira,  Parnell, Villoresi, Nino Farina e David Hampshire. Nel 1950 partecipò sia a tre Gran Premi validi per il mondiale di Formula 1, sia a diverse gare non titolate, con il trio di piloti David Murray, Reg Parnell e  David Hampshire, oltre a Leslie Brooke che corse il Gran Premio di San Remo. Nel 1951 partecipa oltre alle gare di Formula 1 anche alla 24 Ore di Le Mans, concludendo dodicesima in classifica con la Lancia Aurelia B20 affidata a Giovanni Lurani e Giovanni Bracco. Partecipò ai Gran Premi fino al 1955.

## Gare
| Anno | Gara                       | Pilota/i                                                          | Vettura/e                 | Risultato    |
| ---- | -------------------------- | ----------------------------------------------------------------- | ------------------------- | ------------ |
| 1937 | 28° Targa Florio           | Giovanni Lurani                                                   | Maserati 4CM              | 2°           |
| 1938 | 29° Targa Florio           | Franco Cortese Manuel De Teffé Ferdinando Righetti Gigi Villoresi | Maserati 6CM              | NA 6° Rit 3° |
| 1938 | XI Gran premio di Germania | Franco Cortese                                                    | Maserati 6CM              | 9°           |
| 1939 | 30° Targa Florio           | Giovanni Rocco Piero Taruffi Ovidio Capelli                       | Maserati 4CM Maserati 6CM | 5° 2° NA     |
| 1939 | VI Gran Premio di Svizzera | Arialdo Ruggeri Piero Taruffi                                     | Maserati 4CL              | NA NA        |

## Risultati in Formula 1
| Anno | Vettura | Motore   | Gomme | Piloti    |     |  |  |  |  |     |     |  |  |  |  |  |  |  |  |  |  |  |  |  |  |  |  |  | Punti | Pos. |
| ---- | ------- | -------- | ----- | --------- | --- |  |  |  |  | --- | --- |  |  |  |  |  |  |  |  |  |  |  |  |  |  |  |  |  | ----- | ---- |
| 1950 | 4CLT/48 | Maserati | D     | Murray    | Rit |  |  |  |  |     | Rit |  |  |  |  |  |  |  |  |  |  |  |  |  |  |  |  |  | -     |      |
| 1950 | 4CLT/48 | Maserati | D     | Hampshire | 9   |  |  |  |  | Rit |     |  |  |  |  |  |  |  |  |  |  |  |  |  |  |  |  |  | -     |      |
| 1950 | 4CLT/48 | Maserati | D     | Parnell   |     |  |  |  |  | Rit |     |  |  |  |  |  |  |  |  |  |  |  |  |  |  |  |  |  | -     |      |

| Anno | Vettura | Motore   | Gomme | Piloti |  |  |  |  |     |    |  |  |  |  |  |  |  |  |  |  |  |  |  |  |  |  |  |  | Punti | Pos. |
| ---- | ------- | -------- | ----- | ------ |  |  |  |  | --- | -- |  |  |  |  |  |  |  |  |  |  |  |  |  |  |  |  |  |  | ----- | ---- |
| 1951 | 4CLT/48 | Maserati | D     | Murray |  |  |  |  | Rit | NP |  |  |  |  |  |  |  |  |  |  |  |  |  |  |  |  |  |  | -     |      |

| Anno | Vettura | Motore  | Gomme | Piloti  |  |  |  |  |     |  |  |  |  |  |  |  |  |  |  |  |  |  |  |  |  |  |  |  | Punti | Pos. |
| ---- | ------- | ------- | ----- | ------- |  |  |  |  | --- |  |  |  |  |  |  |  |  |  |  |  |  |  |  |  |  |  |  |  | ----- | ---- |
| 1954 | 500     | Ferrari | A     | Parnell |  |  |  |  | Rit |  |  |  |  |  |  |  |  |  |  |  |  |  |  |  |  |  |  |  | -     |      |

| Legenda | 1º posto     | 2º posto | 3º posto    | A punti         | Senza punti/Non class.  | Grassetto – Pole position Corsivo – Giro più veloce |
| Legenda | Squalificato | Ritirato | Non partito | Non qualificato | Solo prove/Terzo pilota | Grassetto – Pole position Corsivo – Giro più veloce |